# تشارلز موفيت
تشارلز موفيت (بالإنجليزية: Charles Moffett)‏ هو طبال وعازف جاز أمريكي، ولد في 6 سبتمبر 1929 في فورت وورث في الولايات المتحدة، وتوفي في 14 فبراير 1997 في نيويورك في الولايات المتحدة.

## وصلات خارجية
- تشارلز موفيت على موقع IMDb (الإنجليزية)
- تشارلز موفيت على موقع ميوزك برينز (الإنجليزية)
- تشارلز موفيت على موقع أول ميوزيك (الإنجليزية)
- تشارلز موفيت على موقع ديسكوغز (الإنجليزية)